# Renta wieczysta
Renta wieczysta (również renta dożywotnia, renta wieczna, z ang. perpetuity) – szereg płatności w jednakowej wysokości lub płatności o stałej stopie wzrostu występujących w równych odstępach czasu do nieskończoności (przez czas nieograniczony).
Przykładem niekończącej się serii płatności są odsetki z tytułu posiadania obligacji niepodlegających wykupowi, tj. obligacji wieczystych zwanych również konsolami. Obligacje wieczyste uprawniają ich posiadacza do otrzymywania odsetek przez czas nieoznaczony.
Koncepcja renty wieczystej ma zastosowanie m.in. w wycenie akcji w tzw. modelu Gordona i w wycenie wartości przedsiębiorstwa do szacowania strumienia przepływów pieniężnych netto, jaki przedsiębiorstwo może przynieść jego właścicielom po okresie szczegółowej prognozy.